# Девојките на Марко
„Девојките на Марко” је југословенска телевизијска серија снимљена 1987. године у продукцији ТВ Скопље.

## Улоге
| Глумац            | Улога |
| ----------------- | ----- |
| Борис Чоревски    |       |
| Игор Џамбазов     |       |
| Иван Ивановски    |       |
| Соња Михајлова    |       |
| Рубенс Муратовски |       |

Комплетна ТВ екипа ▼
| Редитељ    | Димитар Христов  |          |
| Сценариста | Оливера Николова | (новела) |